# Tesoro Dórico (Delfos)
El   Tesoro Dórico era un antiguo tesoro en el santuario de Atenea de Prónaya en Delfos en Grecia Central. Sus ruinas forman parte del yacimiento arqueológico de Delfos , que es Patrimonio de la Humanidad de la Unesco.

## Historia
El llamado Tesoro Dórico fue construido a finales de la  época arcaica o principios del periodo clásica, en torno a los años 490-460 a. .C.  Se desconoce la ciudad que lo construyó.

## Descripción

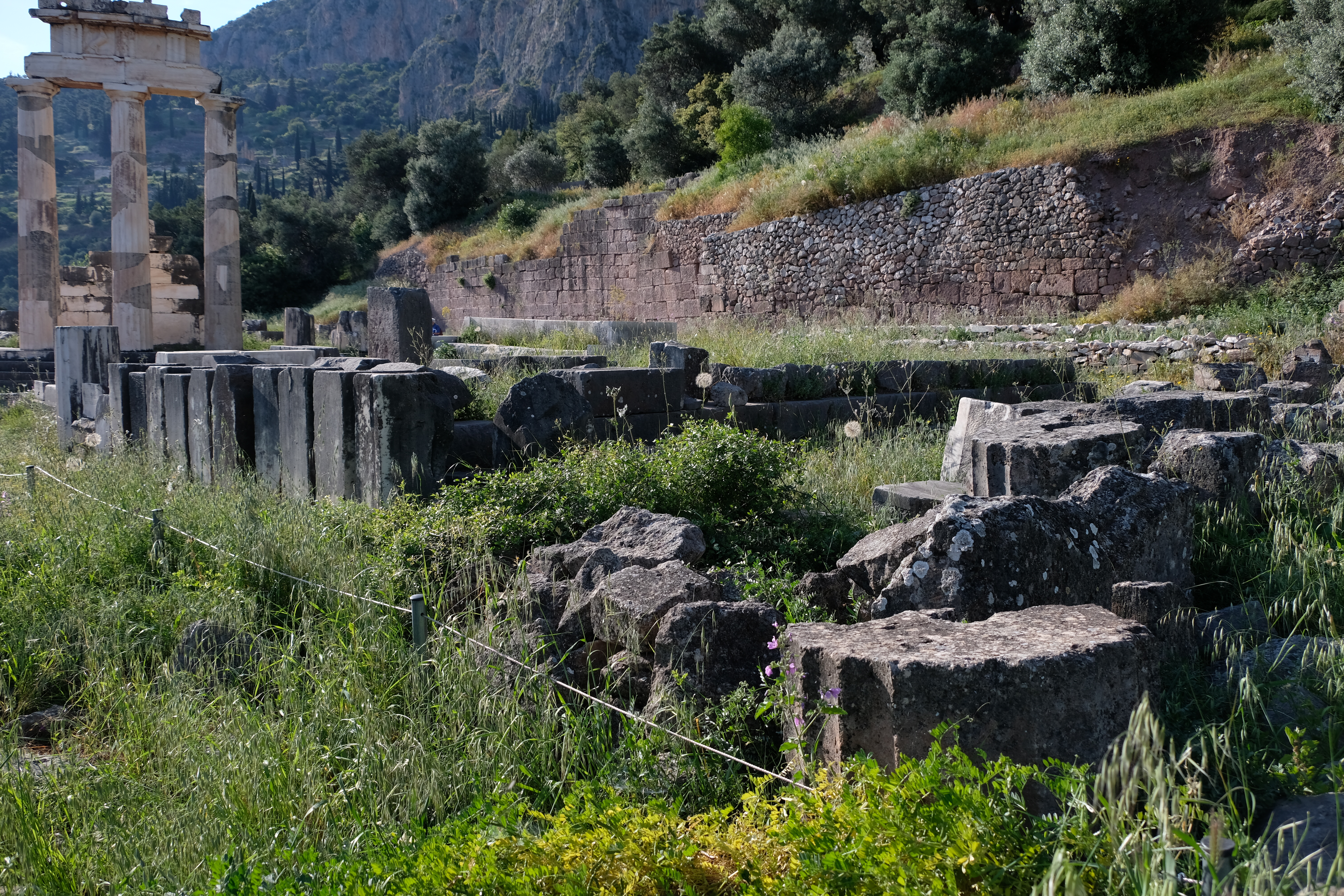
Ruinas del Tesoro Dórico y del Tesoro de los masaliotas, con el Tholos al fondo.

El Tesoro se encontraba en el santuario de Atenea Prónaya, al oeste del Tesoro de los masaliotas, entre éste y el templo arcaico de Atenea Prónaya. Se trataba de un pequeño templo in antis, típico de los tesoros, con cella y pronaos.
Su fachada tenía dos columnas (dístilo in antis) delante del pronaos. El edificio debe su nombre a que representaba el estilo dórico. Su cella se abría al sur.
Tenía un friso formado por triglifos y metopas. Se han conservado algunas partes de las esculturas de las metopas, lo que sugiere que representan el llamado estilo antiguo de la época y pueden haber representado algún tipo de batalla.